# Chicago Society of Artists
A Chicago Society of Artists é uma organização sem fins lucrativos. A "CSA é a mais antiga associação de artistas em atividade nos Estados Unidos. Desde sua criação e incorporação em 1889, a associação tem dois objetivos principais: o avanço da arte na região de Chicago e o fomento da produção e exibição das obras de arte de seus membros".

## Membros Notáveis
- Gertrude Abercrombie
- Frances Badger
- Belle Baranceanu
- Orval Caldwell
- Gustaf Dalstrom
- Ruth VanSickle Ford
- Todros Geller
- C. Bertram Hartman
- Natalie Smith Henry
- John Christen Johansen
- Edwin Boyd Johnson
- Paul Klein
- Joseph Kleitsch
- Beatrice S. Levy
- LeRoy Neiman
- Edgar Alwin Payne
- Leo Segedin
- John Vanderpoel
- James F. Walker
- Frances Farrand Dodge